# Csaba Turner
Csaba Turner (ur. 19 stycznia 1956 w Sopronie) – węgierski piłkarz występujący na pozycji obrońcy.

## Życiorys
Jest wychowankiem Soproni VSE, jednak jeszcze jako junior został zawodnikiem Soproni Textiles SE. W czasie służby wojskowej występował w Honvéd Bem József SE, po czym wrócił do Soproni Textiles. W 1978 roku został zawodnikiem MTK. W barwach MTK zadebiutował 26 sierpnia w wygranym 3:0 spotkaniu z Dunaújvárosi KSE. W 1981 roku spadł z klubem do NB II, a sezon później ponownie awansował do NB I. W sezonie 1986/1987 został wraz z MTK mistrzem Węgier. Ogółem w NB I rozegrał 199 meczów, w których zdobył 7 bramek. Następnie występował w belgijskim ROC Charleroi. W 1990 roku z powodu kontuzji zakończył karierę piłkarską. Następnie pozostał w Belgii, prowadząc grecką restaurację.

## Statystyki ligowe
| Sezon         | Klub      | Liga  | Mecze | Gole |
| ------------- | --------- | ----- | ----- | ---- |
| 1978/1979     | MTK-VM SK | NB I  | 25    | 0    |
| 1979/1980     | MTK-VM SK | NB I  | 29    | 1    |
| 1980/1981     | MTK-VM SK | NB I  | 24    | 2    |
| 1981/1982     | MTK-VM SK | NB II | ?     | ?    |
| 1982/1983     | MTK-VM SK | NB I  | 29    | 0    |
| 1983/1984     | MTK-VM SK | NB I  | 28    | 1    |
| 1984/1985     | MTK-VM SK | NB I  | 23    | 2    |
| 1985/1986     | MTK-VM SK | NB I  | 18    | 0    |
| 1986/1987     | MTK-VM SK | NB I  | 22    | 1    |
| 1987/1988 (j) | MTK-VM SK | NB I  | 1     | 0    |